# El mundo es suyo
El mundo es suyo es una película española dirigida por Alfonso Sánchez protagonizada por Alfonso Sánchez y Alberto López. Su estreno en cines tuvo lugar el 22 de junio de 2018 y su rodaje se realizó durante el verano de 2017.

## Sinopsis
En esta ocasión los protagonistas serán Rafi y Fali, dos pijos sevillanos. El objetivo de Rafi (Alfonso Sánchez) y Fali (Alberto López) en la película será colarse en el cumpleaños de un importante cargo del Partido Popular.
Alfonso Sánchez ha decidido aprovechar su creciente popularidad —aparecen brevemente en cada programa de La noche de José Mota— para vertebrar esta trama a su alrededor.
En esta ocasión, Rafi(Alfonso Sánchez) es echado de casa (otra vez) por su mujer y se acoge en la casa de su compadre Fali(Alberto López) el cual debe recoger el traje de comunión de su hijo para el día siguiente. De camino a la tintorería Rafi le cuenta que se ha metido en un problema con un antiguo conocido suyo ruso, Petrov, el cual le prestó 60.000 euros para cavar y encontrar petróleo en Bollullos de la Mitación. Al no haber petróleo, nuestros protagonistas se encontrarán en diversas aventuras con persecuciones para poder devolver todo el dinero a Petrov y que Fali llegue al convite con el traje de comunión antes de que su suegro convenza a su hija para que se divorcie.

## Reparto
| Personaje           | Actor                     |
| ------------------- | ------------------------- |
| Rafi                | Alfonso Sánchez Fernández |
| Fali                | Alberto López             |
| Lorena              | Mar Saura                 |
| Eva Moreno          | Mari Paz Sayago           |
| Miembro de los GOES | Carlos Urban              |

## Taquilla
La película fue vista hasta la fecha por 225.577 espectadores.